# Boy Deul
Boy Darryl Deul (Amsterdam, 30 augustus 1987) is een Nederlands oud-profvoetballer die doorgaans als middenvelder speelt. Hij kwam het laatst uit voor FC Volendam. 

## Carrière
Deul begon zijn profvoetbalcarrière bij FC Volendam. In zijn eerste twee seizoen mocht hij in vier competitiewedstrijden zijn opwachting maken in het eerste elftal, maar zijn derde seizoen was de definitieve doorbraak. In het seizoen 2007/08 kwam Deul tot 33 wedstrijden en daarin verzorgde hij twaalf doelpunten en zeven assists. Hij had daarmee zijn aandeel in zijn clubs promotie naar de Eredivisie.
In mei 2008 toonde Willem II belangstelling voor de aanvallend ingestelde middenvelder. FC Volendam wenste in eerste instantie niet mee te werken aan een transfer. Deul zelf kwam wel tot een akkoord met de Tilburgers. Op 29 juni 2008 werd het derde bod van Willem II geaccepteerd en werd Deul speler van Willem II. De eerste acht wedstrijden van het seizoen speelde hij allemaal, meestal als invaller. Een knieblessure gooide roet in het eten. De rest van het seizoen was hij daardoor uitgeschakeld. In de voorbereiding op het nieuwe seizoen kon hij nog steeds niet aansluiten bij de selectie. Na meer dan een jaar blessureleed maakte Deul op 13 december 2009 zijn rentree, thuis tegen Roda JC (1-3 nederlaag) als vervanger van de geblesseerde Saïd Boutahar. Hij kwam toen ook net terug van een disciplinaire schorsing die trainer Alfons Groenendijk hem oplegde, naar aanleiding van te laat komen op de training. Deul speelde nauwelijks meer en het bestuur van Willem II besloot de eenzijdige optie om het contract te verlengen niet te lichten. Derhalve was de middenvelder per juli 2010 transfervrij.
Op 29 juli 2010 werd bekend dat Deul een eenjarig contract bij FC Bayern München had getekend, waar hij uitkwam in het tweede elftal. Hij speelde in eerste instantie met het team in de 3. Liga, na degradatie in de Regionalliga.
Op 27 juli werd bekend dat Deul na een succesvolle testperiode een contract voor één seizoen had getekend bij SC Veendam. Eind maart 2013 ging Veendam echter failliet.
Op 24 juni 2013 werd hij op amateurbasis naar Antwerp FC gehaald door de nieuwe trainer Jimmy Floyd Hasselbaink. Eind november gingen beiden weer uit elkaar. Deul speelde twee seizoenen voor FC Emmen en in het seizoen 2016/17 in Oekraïne voor Stal Kamjanske. Medio 2017 ging hij op Cyprus voor Paphos FC spelen. Op 16 augustus 2018 verliet hij de Cypriotische club en tekende hij een contract voor één seizoen bij FC Volendam. Hiermee keerde hij terug bij de club waar hij debuteerde in het betaalde voetbal. Hij werd in het seizoen 2018/19 clubtopscorer van FC Volendam met tien treffers. Ondanks dat hij in het seizoen 2021/22 na Damon Mirani, Robert Mühren en Daryl van Mieghem de speler was met de meeste minuten, werd zijn aflopende contract aan het einde van het seizoen niet verlengt.

### Statistieken
| Seizoen                       | Club                 | Land           | Competitie       | Competitie | Competitie | Beker | Beker | Overig | Overig | Totaal | Totaal |
| Seizoen                       | Club                 | Land           | Competitie       | Wed.       | Dlp.       | Wed.  | Dlp.  | Wed.   | Dlp.   | Wed.   | Dlp.   |
| ----------------------------- | -------------------- | -------------- | ---------------- | ---------- | ---------- | ----- | ----- | ------ | ------ | ------ | ------ |
| 2005/06                       | FC Volendam          | Nederland      | Eerste divisie   | 1          | 0          | 0     | 0     | 0      | 0      | 1      | 0      |
| 2006/07                       | FC Volendam          | Nederland      | Eerste divisie   | 3          | 0          | 0     | 0     | 0      | 0      | 3      | 0      |
| 2007/08                       | FC Volendam          | Nederland      | Eerste divisie   | 33         | 12         | 0     | 0     | 0      | 0      | 33     | 12     |
| 2008/09                       | Willem II            | Nederland      | Eredivisie       | 8          | 0          | 0     | 0     | 0      | 0      | 8      | 0      |
| 2009/10                       | Willem II            | Nederland      | Eredivisie       | 3          | 0          | 0     | 0     | 0      | 0      | 3      | 0      |
| 2010/11                       | FC Bayern München II | Duitsland      | 3.Liga           | 31         | 6          | 0     | 0     | 0      | 0      | 31     | 6      |
| 2011/12                       | FC Bayern München II | Duitsland      | Regionalliga Süd | 12         | 1          | 0     | 0     | 0      | 0      | 12     | 1      |
| 2012/13                       | SC Veendam           | Nederland      | Eerste Divisie   | 24         | 6          | 1     | 0     | 0      | 0      | 25     | 6      |
| 2013                          | Royal Antwerp FC     | België         | Proximus League  | 0          | 0          | 0     | 0     | 0      | 0      | 0      | 0      |
| 2013/14                       | zonder club          |                |                  | 0          | 0          | 0     | 0     | 0      | 0      | 0      | 0      |
| 2014/15                       | FC Emmen             | Nederland      | Eerste Divisie   | 28         | 10         | 2     | 0     | 2      | 1      | 32     | 11     |
| 2015/16                       | FC Emmen             | Nederland      | Eerste Divisie   | 28         | 7          | 1     | 0     | 2      | 0      | 31     | 7      |
| 2016/17                       | Stal Kamjanske       | Oekraïne       | Premjer Liha     | 18         | 2          | 0     | 0     | 0      | 0      | 18     | 2      |
| 2017/18                       | Paphos FC            | Cyprus         | A Divizion       | 23         | 5          | 0     | 0     | 9      | 1      | 32     | 6      |
| 2018/19                       | FC Volendam          | Nederland      | Eerste Divisie   | 30         | 10         | 1     | 0     | 0      | 0      | 31     | 10     |
| 2019/20                       | FC Volendam          | Nederland      | Eerste Divisie   | 12         | 1          | 0     | 0     | 0      | 0      | 12     | 1      |
| 2020/21                       | FC Volendam          | Nederland      | Eerste Divisie   | 37         | 8          | 1     | 0     | 1      | 0      | 39     | 8      |
| 2021/22                       | FC Volendam          | Nederland      | Eerste Divisie   | 34         | 4          | 1     | 0     | 0      | 0      | 35     | 0      |
| Carrièretotaal                | Carrièretotaal       | Carrièretotaal | Carrièretotaal   | 325        | 72         | 7     | 0     | 14     | 2      | 346    | 74     |
| Bijgewerkt op 8 augustus 2022 |                      |                |                  |            |            |       |       |        |        |        |        |

## Internationaal
Deul werd sinds 2009 enkele malen voor het Nederlands-Antilliaans voetbalelftal en sinds 2010 voor het Curaçaos voetbalelftal uitgenodigd.